# Hileithia costipunctalis
Hileithia costipunctalis là một loài bướm đêm trong họ Crambidae.